# Distrito electoral 19 (Nebraska)
El distrito electoral 19 (en inglés: Precinct 19) es un distrito electoral ubicado en el condado de Cedar en el estado estadounidense de Nebraska. En el Censo de 2010 tenía una población de 217 habitantes y una densidad poblacional de 2,42 personas por km².

## Geografía
El distrito electoral 19 se encuentra ubicado en las coordenadas 42°23′37″N 97°18′17″O / 42.39361, -97.30472. Según la Oficina del Censo de los Estados Unidos, el distrito electoral 19 tiene una superficie total de 89.61 km², de la cual 89.59 km² corresponden a tierra firme y (0.03%) 0.02 km² es agua.

## Demografía
Según el censo de 2010, había 217 personas residiendo en el distrito electoral 19. La densidad de población era de 2,42 hab./km². De los 217 habitantes, el distrito electoral 19 estaba compuesto por el 100% blancos.